# Mô hình thông tin xây dựng
Mô hình thông tin xây dựng (BIM), hay mô hình thông tin công trình là một quy trình liên quan tới việc tạo lập và quản lý những đặc trưng kỹ thuật số (được gọi là mô hình thông tin kỹ thuật số) trong các khâu thiết kế, thi công và vận hành các công trình (công trình ở đây có thể là công trình xây dựng hay các sản phẩm công nghiệp). Về bản chất, có thể xem BIM là một hồ sơ thiết kế gồm những tập tin hay dữ liệu kỹ thuật số, chứa các mối liên hệ logic về mặt không gian, kích thước, số lượng, vật liệu của từng cấu kiện, bộ phận trong công trình. Những thông tin này được trao đổi và kết nối trực tuyến với nhau thông qua các phần mềm, để hỗ trợ cho việc quản lý và ra những quyết định liên quan tới công trình. Việc kết hợp các thông tin về các bộ phận trong công trình với các thông tin khác như định mức, đơn giá, tiến độ thi công... sẽ tạo nên một mô hình thực tại ảo của công trình, nhằm mục đích tối ưu hóa thiết kế, thi công, vận hành quản lý công trình.
Những phần mềm hỗ trợ BIM được sử dụng bởi các cá nhân, doanh nghiệp, cơ quan chính phủ, để lên phương án, thiết kế, thi công, vận hành và bảo dưỡng nhiều hạng mục công trình xây dựng hay cơ sở hạ tầng khác nhau, như hệ thống cấp thoát nước, xử lý nước thải, hệ thống cung cấp điện, khí đốt, hệ thống thông tin liên lạc, hệ thống đường giao thông, cầu, cảng, nhà ở, căn hộ, trường học, cửa hàng, văn phòng, nhà xưởng... Một số phần mềm hỗ trợ BIM được sử dụng tương đối phổ biến có thể kể tới Autodesk Revit Architecture & Structure, Tekla Structure...